# Константин фон Нойрат
Константин фрайхер фон Нойрат (на немски: Konstantin Freiherr von Neurath) е немски дипломат, офицер и политик, райхсминистър на външните работи в кабинета на Хитлер между 30 януари 1933 и 4 февруари 1938 г.

## Биография

### Ранен живот и образование
Константин фон Нойрат е роден на 2 февруари 1873 г. в Клайнглатбах, провинция Вюртемберг, Германска империя. Израства в семейството на оберсталмайстер във Вюртембергския двор. Получава образование в Тюбингенския и Берлинския университет.

#### Работа и дипломатическа дейност
През 1897 г. постъпва на работа в правителственото учреждение във Вюртемберг. На правителствена служба в министерство на външните работи в Берлин встъпва през 1901 г. и впоследствие посвещава кариерата си на дипломацията. През 1903 г. е вице-консул за Германия в Лондон. През 1908 г. е преведен в централния апарат на министерството на външните работи. На следващата година работи като съветник на посолството в Лондон.

### Първа световна война (1914 – 1918)
По време на Първата световна война, през периода 1914 – 1916 г. е съветник на германското посолство в Константинопол. Едновременно през 1914 – 1915 г. официално е на военна служба (офицер от резерва) и получава чин капитан в 119-и гренадирски полк. Награден е с Железен кръст I и II степен. В края на войната (1917 – 1918) е шеф на гражданския кабинет на краля във Вюртемберг и оберхофмайстер в двора.

#### Междувоенен период
От 13 декември 1919 г. е германски посланик в Копенхаген, от края на 1921 г. – в Рим, а от октомври 1930 г. до май 1932 – в Лондон. Там участва в работата на Лондонската конференция през 1932 г. и се опитва да постигне отмяна на репарациите за Германия. На 2 юни 1932 г. е назначен от райхсканцлера Папен в „кабинета му от барони“ и остава министър на външните работи и при райхсканцлера Курт фон Шлайхер, а след това и при Хитлер.
Въпреки че Хитлер е наясно за консервативните схващания на фон Нойрат, той го оставя в кабинета си, защото е подходящ за началото. Фюрерът внимава фон Нойрат да не получи пълен контрол върху външните работи, но в същото време му позволява да си съперничи с Алфред Розенберг – директор на отдела по външните работи към нацистката партия, и Йоахим фон Рибентроп – началник на собственото му „Бюро Рибентроп“ (Dienststelle Ribbentrop).
Фон Нойрат съветва Хитлер да се оттегли от „Конференцията“ по разоръжаването и от Обществото на народите (14 октомври 1933 г.). На 20 юни 1934 г., в знак на солидарност с Папен, фон Нойрат подава оставка, която Хитлер отказва да приеме. Нойрат слага подписа си под полско-германското съглашение от 1934 г. Той осъществява дипломатическата подготовка за присъединяването на Саарската област през 1935 г., а също и за отказа от военните положения на Версайския договор. На 7 март 1935 г. фон Нойрат връчва на посланиците на Франция, Великобритания и Италия нота, в която се заявява отказа на Германия да изпълнява условията на договора от Локарно от 1925 г. и за това, че Вермахтът е влязъл в Рейнската област. На 21 октомври 1936 г. подписва заедно с министъра на външните работи на Италия граф Галеацо Чано секретен протокол, предвиждащ обща германо-италианска външна политика. Нойрат участва и в преговорите с Италия и Япония, в резултат на които на 25 октомври 1936 г. е подписан „Стоманеният пакт“.

#### Членство в партията и вражда с Хитлер
В Националсоциалистическа германска работническа партия (NSDAP) влиза през 1937 г. с билет № 3805222, а в СС – на 18 септември 1937 г. под № 287680 и веднага получава почетен чин групенфюрер.
Нойрат провежда дипломатическата подготовка за Аншлуса на Австрия и участва на конференцията Хосбах, на която Хитлер заявява намерението си да присъедини Австрия. Тази новина слисва фон Нойрат и му донася няколко сърдечни пристъпа. На 9 ноември 1937 г. той се среща с генерал Вернер фон Фрич и генерал Лудвиг Бек, за да обсъдят какво да се предприеме, за да се „застави Хитлер да се откаже от идеите си“. Хитлер обаче не приема фон Нойрат на разговор и го изпраща на дълга почивка в резиденцията Берхтесгаден.
Възраженията на Нойрат срещу експанзионистичната политика на Хитлер довеждат до постепенното му отстраняване. На 4 февруари 1938 г. е сменен на поста министър на външните работи от Рибентроп. Заедно с него са премахнати много опитни дипломати като Кристиан Албрехт Улрих фон Хасел, посланик в Рим, и Херберт Дирксен, посланик в Токио и двама от най-важните военни в държавата – генерал Вернер фон Бломберг и генерал Вернер Фрайхер фон Фрич. За да отклони вниманието от плановете си, Хитлер държи фон Нойрат в кабинета като министър без портфейл. Назначен е на специално създадената за него длъжност председател на Тайния министерски съвет, който трябва да помага на фюрера във воденето на външната политика, но този съвет на практика не действа и остава само на хартия. Приемайки тази служба, фон Нойрат се замесва в агресивните проекти на Хитлер, срещу които е възразявал.
От 21 март 1939 г. е протектор на Бохемия и Моравия. Изборът за този пост пада върху фон Нойрат, за да се демоснстрира на останалите държави, че в бивша Чехословакия Германия ще се придържа към умерена политика. Фон Нойрат разполага с неограничени пълномощия в законодателната и съдебната област и никое решение на националното правителство не се взима без неговото утвърждение. В същото време фон Нойрат оказва слабо влияние върху делата в протектората, защото ръководството на наказателната политика е съсредоточено в ръцете на щатсекретаря Карл Франк. Нещо повече, фон Нойрат не се меси в делата на СС и е против крайните мерки (факт, който по-късно му е признат на процеса в Нюрнберг). След назначаването на Райнхард Хайдрих на 27 септември 1941 г. за заместник на фон Нойрат, последният е изпратен в отпуск и повече не се връща към изпълнение на задълженията си. На 25 август 1943 г. фон Нойрат официално е заменен на поста протектор от Вилхелм Фрик.

### Арест, освобождение и смърт
Арестуван е през май 1945 г. от Съюзниците. На Трибунала в Нюрнберг фон Нойрат се защитава на базата на следното твърдение:
| „          | Винаги съм бил против наказание, без да се даде възможност за защита. | “ |
| Фон Нойрат |                                                                       |   |

Фон Нойрат заявява също, че до 1937 г. „е бил уверен в мирните намерения на правителството“. На 1 октомври 1946 г. съдът го обявява за виновен по всичките 4 обвинения (планове на нацистката партия, престъпления срещу мира, престъпления срещу човечеството, военни престъпления). Осъден е на 15 години затвор, но е освободен през 1954 г. по здравословни причини. Умира в имението Лайнфелдерхоф в Енцвайхинген на 14 август 1956 г.

## Цитирана литература